# Bryn Haworth

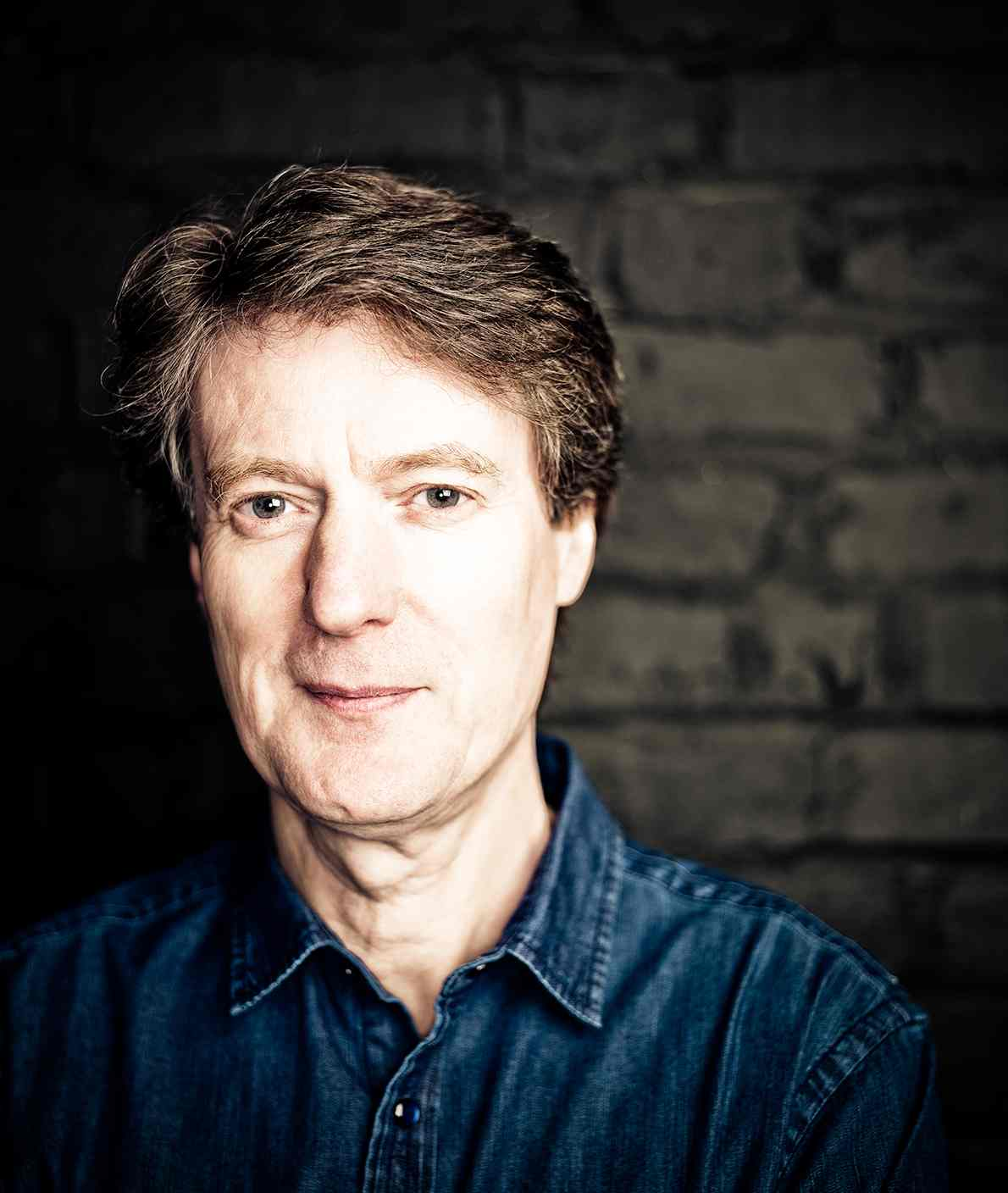
Bryn Haworth

Bryn Haworth (* 29. Juli 1948 in Blackburn, Lancashire) ist ein britischer Rocksänger und Gitarrist, der sich als Solokünstler wie als Sessionmusiker seit Anfang der 1970er Jahre einen Namen gemacht hat.

## Leben
Bryn Haworth ist in Darwen in der Grafschaft Lancashire aufgewachsen. Dort besuchte er das Technical College, an dem auch sein Vater als Mathematiklehrer arbeitet. Seine musikalische Prägung wurde sehr stark vom Musikgeschmack seiner Mutter beeinflusst, die ständig die neuesten Lieder von Künstlern wie Elvis Presley, Jackie Wilson und Little Richard, aber auch klassische Schallplatten hörte. Im Alter von 11 Jahren erhielt Haworth seine erste Gitarre und besuchte ein Jahr lang Unterricht in klassischer Gitarrenmusik. Zu den zeitgenössischen musikalischen Einflüssen zählten Musikgruppen wie The Ventures und The Shadows. Während der Schulzeit, zu Zeiten der Merseybeat-Gruppen wie The Beatles, begann Haworth selbst in verschiedenen Lokalen mit einer Gruppen Gitarre zu spielen, darunter The Mustangs, The Railroaders und The Mike Taylor Combo.
Nach seinem Schulabschluss war er zunächst in der örtlichen Papierfabrik beschäftigt, aber seine Bandaktivitäten führten dort am Ende zu seiner Entlassung. Haworth erinnerte sich später: „Ich konnte am Morgen nicht aufstehen, da ich bis spät Abends in einer Band gespielt hatte.“
Mit 17 Jahren verließ Haworth Lancashire mit nur einem Koffer und seiner Gitarre. Er ging nach London und schlief zunächst im Victoria Busbahnhof. Er traf sich schließlich mit Mitgliedern der Band Wynder K. Frog und durfte dort auf dem Dachboden des Hauses schlafen, das die Band bewohnte.

## Karriere
Haworth kam in den 1960er Jahren aus Lancashire nach London und schloss sich 1966 der Band Les Fleur de Lys an. Ihre wenigen Aufnahmen waren kein kommerzieller Erfolg; da die Band aber professionell war, spielte sie im Studio und live für viele Künstler ihres Labels Polydor als Backingband, vor allem für Sharon Tandy, deren „von den Fleur de Lys aufgewerteten Singles[...] zu den sicherlich aufregendsten, tanzbarsten und schrillsten Hervorbringungen des 67er-Jahrgangs“ gehörten.
Als die Band im Frühjahr 1969 aufgelöst wurde, ging Haworth nach Kalifornien, von wo aus er mit diversen Gruppen wie der Jackie Lomax Band oder der von Bill Graham zusammengestellten Wolfgang durch die Vereinigten Staaten tourte. 1973 kam er zurück nach Großbritannien und nahm für Island Records seine erste Solo-LP auf. An „Let the Days Go By“ wirkten unter anderem Gordon Haskell und Pete Wingfield mit. An seiner zweiten LP für Island, „Sunny Side of the Street“ (1974), waren Musiker von Fairport Convention, Madeline Bell und wieder Pete Wingfield beteiligt. In dieser Zeit spielte er nebenher als Sessionmusiker für Gallagher and Lyle, Andy Fairweather-Low und andere.
Seit 1974 wandte Haworth sich dem christlichen Glauben zu, was einen starken Gospeleinfluss in seine Musik brachte. Für das nächste Soloalbum ging er zurück in die USA: „Grand Arrival“ (1978) wurde in Nashville aufgenommen. In den folgenden Jahren tourte er ausgiebig in Europa, als Vorgruppe unter anderem von Traffic, Bad Company, Gallagher and Lyle und Fairport Convention. Weitere Alben und Tourneen folgten solo und als Bryn Haworth Band. Als Sessionmusiker war er von 1975 bis 2005 unter anderem für Chris de Burgh, Joan Armatrading, Marianne Faithfull, Cliff Richard, Ian Matthews, John Cale und Gerry Rafferty im Studio. Lulu, Sandy Denny und Mary Black haben Titel des Songwriters Haworth interpretiert.
Seit Anfang der 1990er Jahre widmet sich Bryn Haworth auch karitativen Aufgaben. So geht er regelmäßig in Gefängnisse, um Musik zu machen und Bibelstunden zu geben. Dabei veranstalteten Bryn und seine Ehefrau Sally 2006 unter anderem im Hochsicherheitsgefängnis Highdown in Surrey mehrere Musik-Workshops mit den Insassen.
Auch seine Aufnahmen widmen sich zunehmend christlichen Themen, wie an den Titeln seiner Alben „Songs & Hymns“ („Lieder und Hymnen“, 1999) und „Keep the Faith“ („Bewahre den Glauben“, 2005) deutlich wird.

## Diskografie
- 1974: Let the Days Go By
- 1975: Sunny Side of the Street
- 1978: Grand Arrival
- 1979: Keep the Ball Rolling
- 1980: The Gap
- 1981: 12 Classics
- 1983: Wings of the Morning
- 1983: Pass It On
- 1985: Mountain Mover
- 1989: Chronology
- 1989: Blue and Gold
- 1991: More Than a Singer
- 1991: Take Our Lives
- 1993: Bryn Haworth Band Live
- 1995: Slide Don’t Fret
- 1997: The Finer Things in Life (mit Kevin Prosch)
- 1999: Songs And Hymns
- 2002: More Than a Singer/Bryn Haworth Band Live
- 2002: Water from the Rock
- 2005: Simply Bryn Haworth (3-CD-Kompilation)
- 2005: Keep the Faith